# Chris Wood (acteur)
Christopher Charles Wood (Dublin, Ohio, 14 april 1988) is een Amerikaans acteur.
Hij is vooral bekend om zijn rol als Kai Parker in CW's televisieserie The Vampire Diaries in 2014, na zijn rol in de CW-televisieserie The Carrie Diaries met de rol als schrijver Adam Weaver in 2013. Hij verscheen ook in de CW televisieserie Containment met de rol als politieofficier Jake Riley uit de stad Atlanta. Van 2016 tot en met in 2018, was hij te zien als Mon-El in de CW superheldenserie Supergirl.
Op 8 augustus ging Woods film The Stew, die hij heeft geschreven en geregisseerd, in première op de 2019 Hollyshort’s.

## Privé Leven
Wood is geboren in St. Louis, Missouri, maar verhuisde later naar Dublin Ohio. Hij ging naar Elon University in Elon, North Carolina, waar hij in 2010 afstudeerde met zijn Bachelor of Fine Arts degree in Muziektheater. Hij is sinds college goede vrienden met de acteur Grant Gustin.
Wood is een actieve ambassadeur voor Mental Health America, en hoopt het stigma omtrent psychische aandoeningen te stoppen, mede door de dood van zijn vader, die aan een onbehandelde aandoening stierf. In oktober 2017 lanceerde Wood zijn website "I Don't Mind" dat helpt bij het stoppen met het stigma omtrent psychische aandoeningen.
Hij heeft sinds 2017 een relatie met actrice Melissa Benoist en is in september 2019 getrouwd. In 2020 hebben Melissa Benoist en Chris Wood aangekondigd dat ze hun eerste kind verwachten.